# ساقية الدائر
ساقية الدائر إحدى مدن الجمهورية التونسية، تقع في ولاية صفاقس.